# Your Disco Needs You
"Your Disco Needs You" er en disco-sang af den austraske sangerinde Kylie Minogue for hendes syvende studiealbum Light Years (2000). Sangen blev skrevet af Minogue, Guy Chambers og Robbie Williams.

## Udgivelse
Sangen blev udgivet som den femte single fra albummet Light Years den 22. januar 2001 i mange lande. I Australien nåede sangen nummer 20 på ARIA Charts. Selv om sangen var ikke vellykket på hitlisterne var den et hit i Europa herunder Storbritannien.
Den originale version indeholder fire linjer på fransk. I samme session indspillet Minogue versioner med disse linjer i andre sprog, herunder tysk, spansk og japansk.

## Coverversioner
Den russisk-bulgarsk sanger Philipp Kirkorov har brugt musikken til hans sang "Моя песня", men med forskellige tekster.
Randy Jones udgav en coverversion på hans album Ticket to the World i 2008. Randy Jones var den oprindelige cowboy fra amerikansk disco-gruppen Village People.

## Formater og sporliste
Tysk CD single 1
1. "Your Disco Needs You" – 3:33
2. "Your Disco Needs You" (Almighty Mix Edit) – 3:29
3. "Your Disco Needs You" (Almighty Mix) – 8:22
4. "Your Disco Needs You" (Tysk version) – 3:33
5. "Password" – 3:49

Tysk CD single 2
1. "Your Disco Needs You" (Casino Mix) – 3:38
2. "Your Disco Needs You" – 3:33
3. "Your Disco Needs You" (Almighty Mix) – 8:22
4. "Please Stay" (7th District Club Flava Mix) – 6:33

Australsk CD single
1. "Your Disco Needs You" – 3:33
2. "Your Disco Needs You" (Almighty Mix Edit) – 3:29
3. "Your Disco Needs You" (Almighty Mix) – 8:22
4. "Your Disco Needs You" (Casino Mix) – 3:38
5. "Your Disco Needs You" (Tysk version) – 3:33
6. "Password" – 3:49

## Hitliste
| Hitliste                          | Placering |
| --------------------------------- | --------- |
| Australien (ARIA Charts)          | 20        |
| Østrig (Ö3 Austria Top 75)        | 70        |
| Tyskland (Media Control Charts)   | 31        |
| Schweiz (Schweizer Hitparade)     | 67        |
| Storbritannien (UK Singles Chart) | 152       |